# Ernstsenskjera
Die Ernstsenskjera (norwegisch) sind eine Gruppe von Nunatakkern im ostantarktischen Königin-Maud-Land. Im Wohlthatmassiv ragen sie im östlichen Teil der Südlichen Petermannkette auf.
Wissenschaftler des Norwegischen Polarinstituts benannten sie 1967. Namensgeber ist Astor Ottar Kristian Ernstsen, meteorologischer Assistent auf der Norwegenstation im Jahr 1959 bei der Dritten Norwegischen Antarktisexpedition (1956–1960).